# 十二試水上初歩練習機
十二試水上初歩練習機（じゅうにしすいじょうしょほれんしゅうき）は、大日本帝国海軍が計画した水上練習機。名称は当初十二試初歩水上練習機だったが、のちに改められている。川西航空機、渡辺鉄工所、日本飛行機が試作を行い、うち川西機が零式水上初歩練習機として制式採用された。本項では不採用となった渡辺機（略符号K8W）と日飛機（略符号K8PまたはK8Ni）について述べる。

## K8W
1937年（昭和12年）4月に海軍からの試作指示を受けた渡辺は、同年5月に設計を開始し、1938年（昭和13年）8月に試作一号機が完成した。エンジンは瓦斯電「神風二型」。機体は複葉複座双フロート、木金混合骨組み羽布張りという堅実な設計だったが不採用となり、生産されたのは3機のみだった。

## K8P
日飛は海軍からの試作指示を受けると、田島良幹技師を設計主務者として設計を開始した。しかし、日飛が自社開発を行うのは初めてだったため、試作一号機の完成は1938年11月まで遅れ、納期に間に合わず失格となった。生産数は2機。その後、日飛は技術参考とするために海軍航空技術廠飛行実験部に試験飛行を委託し、1940年（昭和15年）11月から12月にかけて試験飛行が行われた。
当初は張線を使用しない予定だったが、K8Pは日飛初の自社開発機であり張線なしとするには経験が不足していると判断され、設計変更ののちに完成した機体はK8W同様の保守的なものとなった。試験飛行の結果、性能は要求に達していたことが分かっている。

## 諸元（K8P・一号機）
- 全長：8.62 m
- 全幅：10.81 m
- 全高：3.63 m
- 主翼面積：26.0 m2
- 自重：810 kg
- 全備重量：1,075 kg
- エンジン：瓦斯電 神風二型 空冷星型7気筒（離昇165 hp） × 1
- 最大速度：140 km/h
- 実用上昇限度：3,270 m
- 乗員：2名